# Guam Shipyard
El Guam Shipyard es un equipo de fútbol de Guam que juega en la Guam Men's Soccer League, la primera división de fútbol en el país.

## Historia
Fue fundado en el año 1990 en la ciudad de Harmon y es el equipo que representa al grupo de empleados que trabajan en el sistema portuario de Guam.
El club fue creado con el nombre Continental Micronesia G-Force hasta que en 1998 l cambiaron por el de Coors Light Silver Bullets por razones de patrocinio hasta que a mediados de 2001 lo cambiaron por el de Staywell Zoom, para que en 2002 lo cambiaran por su nombre actual.
Es el equipo más ganador en Guam al contar con 9 títulos de liga y 3 de copa.

## Palmarés
- Guam Men's Soccer League: 9

1995, 1996, 1999, 2000, 2001, 2002, 2003, 2005, 2006
- Copa FA de Guam: 4

2010, 2012, 2015, 2017

## Jugadores

### Jugadores destacados
- Joseph Laanan
- Baltazar Atalig
- Zachary Pangelinan
- Mehdi Mirabi
- Marcus Joseph Lopez